# Loxophlebia aurantiaca
Loxophlebia aurantiaca är en fjärilsart som beskrevs av D.Jones 1908. Loxophlebia aurantiaca ingår i släktet Loxophlebia och familjen björnspinnare. Inga underarter finns listade i Catalogue of Life.